# Angel Core
Angel Core é um Anime pornô que evoca os tempos de guerra para o desenvolvimento de uma trama tipicamente hentai. Obrigadas a oferecer seus corpos a oficiais para serem libertadas, mulheres de um vilarejo distante unem a vontade de voltar à casa com um desejo incessante por prazer, num paradoxo cujo pressuposto é niilista.